# La forza della natura
La forza della natura (Force of Nature) è un film del 2020 diretto da Michael Polish.

## Trama
Il poliziotto Frank Cardillo, con un passato pesante alle spalle, è in servizio presso la polizia di Puerto Rico. Viene incaricato con la collega Jess Pena di sfollare un condominio in vista dell'arrivo di un tornado. I due si ritrovano bloccati nel grande edificio dall'infuriare della tempesta per cercare di salvare gli ultimi condomini rimasti, tra cui l'anziano poliziotto in pensione Ray Barrett, dalle mire di un gruppo di rapinatori armati.

## Produzione
Le riprese del film sono iniziate nel luglio 2019.

## Promozione
Il primo trailer del film viene diffuso il 19 maggio 2020.

## Distribuzione
La pellicola è stata distribuita on demand e direct-to-video a partire dal 30 giugno 2020 mentre in Italia arriva su Prime Video dal 23 novembre 2020.